# Thaur
Thaur – gmina w Austrii, w kraju związkowym Tyrol, w powiecie Innsbruck-Land. Liczy 3841 mieszkańców (1 stycznia 2015).